# Heroes and Villains
"Heroes and Villains" is een nummer van de Amerikaanse band The Beach Boys. Het nummer verscheen op hun album Smiley Smile uit 1967. Op 24 juli van dat jaar werd het nummer uitgebracht als de enige single van het album.

## Achtergrond

### Ontstaan
"Heroes and Villains" is geschreven door Brian Wilson en Van Dyke Parks en geproduceerd door de gehele band. Het nummer ontstond tijdens de opnamesessies van het nooit officieel uitgebrachte Beach Boys-album SMiLE. Wilson werkte al enige tijd aan het nummer voordat hij in juli 1966 Parks om hulp vroeg om de tekst te schrijven. Het is het eerste nummer dat de twee samen schreven; Parks schreef de woorden, terwijl Wilson verantwoordelijk was voor de muziek. Wilson dacht aan het Wilde Westen toen hij de melodie bedacht, en was geïnspireerd door de muziek van Marty Robbins, met name door zijn single "El Paso".
Volgens Parks werd "Heroes and Villains" in een keer geschreven, met uitzondering van een enkele sectie. Het succes van de samenwerking tussen Wilson en Parks zorgde ervoor dat zij meer nummers met een Wilde Westen-thema zouden schrijven, waaronder "Barnyard" en "I'm in Great Shape". Het nummer werd intern gezien als het hoogtepunt van het album SMiLE. Wilson zag in het nummer een muzikale comedy van drie minuten die beter zou zijn dan zijn vorige compositie "Good Vibrations".

### Tekst
Het is niet bekend wie de titel "Heroes and Villains" heeft bedacht; zowel Wilson als Parks heeft gezegd dat de ander de titel had geschreven. Wilsons toenmalige vrouw vertelde hierover: "Er zijn zoveel nare mensen in de muziekindustrie. De goeden en de kwaden... dat is iets waar Brian aan dacht toen hij 'Heroes and Villains' schreef. De tekst van het nummer gaat over een man die zich heeft aangesloten bij een bepaalde groep, maar tegelijkertijd is hij geen ondereel van de groep, omdat hij te opgewonden is en bang is van alles dat hij ziet. Aan het eind van het nummer is de hoofdpersoon ouder geworden en heeft hij zijn kinderen zien opgroeien, maar hij weet nog altijd niet of zijn ervaringen hem een held of een schurk hebben gemaakt.

### Opname
"Heroes and Villains" heeft de meest complexe geschiedenis van alle nummers uit het oeuvre van The Beach Boys. Er zijn tientallen versies opgenomen, met verschillende secties en thema's, en er waren rond de dertig opnamesessies nodig om het helemaal op te nemen. De totale productiekosten voor het nummer waren ongeveer $40.000, ruim drie keer zoveel als de kosten van "Good Vibrations". Het duurde bijna een jaar om het nummer op de plaat te krijgen, vrijwel even lang als de totale opnamesessies van SMiLE, en het was het nummer waar tijdens deze sessies het meest aan gewerkt werd. Sommige versies duurden zes tot acht minuten, en verschillende versies klonken totaal anders dan de uiteindelijke versie.
Sommige secties uit "Heroes and Villains" waren op een bepaald moment bedoeld als op zichzelf staande nummers. Zo zou er een stuk op het album komen te staan onder de titel "Barnyard Suite", bestaande uit vier korte nummers, maar dit stuk is nooit afgemaakt. Het enige constante element in alle versies van het nummer is het eerste couplet, dat begint met "I've been in this town so long that back in the city I've been taken for lost and gone and unknown for a long, long time". Na dit couplet werden er constante wijzigingen doorgevoerd.
Op 20 oktober 1966 werd de muziek van de eerste bekende versie van "Heroes and Villains" opgenomen. Op 4 november nam Wilson een pianodemo van het nummer op. Het nummer zou oorspronkelijk in december als single worden uitgebracht, maar later vertelde Wilson dat zowel de single als het album SMiLE "ergens voor 15 januari" uit zouden komen. Capitol Records stelde de release vervolgens uit tot maart 1967, toen bleek dat het nummer nog niet af was. Als reactie focuste Wilson zich enkel op "Heroes and Villains", juist omdat het platenlabel een single wilde uitbrengen, en stopte met het werk aan alle andere nummers. Desondanks wist hij niet zeker of dit daadwerkelijk de single zou worden.
Begin 1967 was de sfeer tijdens de opnamesessies van SMiLE gedaald vanwege de vreemde ideeën van Wilson; zo wilde hij dat de andere bandleden over de vloer van de studio kropen terwijl zij varkens nadeden. Op 3 januari werd een deel van "Heroes and Villains" opgenomen onder de titel "Do a Lot", dat later werd gewijzigd in "Mama Says" en uiteindelijk deel uit zou maken van het nummer "Vega-Tables". Op 27 januari werd een ander deel opgenomen met de titel "All Day", dat ook bekend staat als "Love to Say Dada" en later evolueerde in "Cool, Cool Water". Op een bepaald moment vond Wilson dat "Bicycle Rider", een onderdeel van een ander nummer met de titel "Do You Like Worms?", onderdeel moest uitmaken van "Heroes and Villains".
Op 10 februari maakte Wilson een mix van "Heroes and Villains" af, die later bekend zou staan als de "cantina"-versie. Al snel gooide hij deze versie weg. In februari en maart werd verder aan het nummer gewerkt. Aan het einde van februari spande de band een rechtszaak aan tegen platenlabel Capitol, omdat zij de bandleden nog royalty's schuldig waren. Ook wilden zij van hun contract met de platenmaatschappij af. Wilson zei hierop dat "Vega-Tables" de eerste single van SMiLE zou worden, ondanks dat hij nog niet begonnen was met de opname van dit nummer.
Op 2 maart kregen Wilson en Parks ruzie na een opnamesessie voor "Heroes and Villains", waardoor hun samenwerking tijdelijk beëindigd werd. In april stopte Wilson tijdelijk met het werk aan het nummer om de komende twee weken te werken aan "Vega-Tables". Hierna nam hij een pauze van vier weken. Op 29 april schreef Derek Taylor, de publicist van de band, in het tijdschrift Disc & Music Echo dat alle twaalf nummers voor het volgende Beach Boys-album klaar waren en dat er plannen waren om het versneld uit te brengen. Diezelfde dag werd echter aangekondigd dat de uitgave van "Heroes and Villains" opnieuw vertraging opliep vanwege technische problemen. Op 6 mei schreef Taylor dat Wilson het project SMiLE had geschrapt. Op 11 mei keerde Wilson terug in de studio voor een nieuwe opnamesessie van "Heroes and Villains".

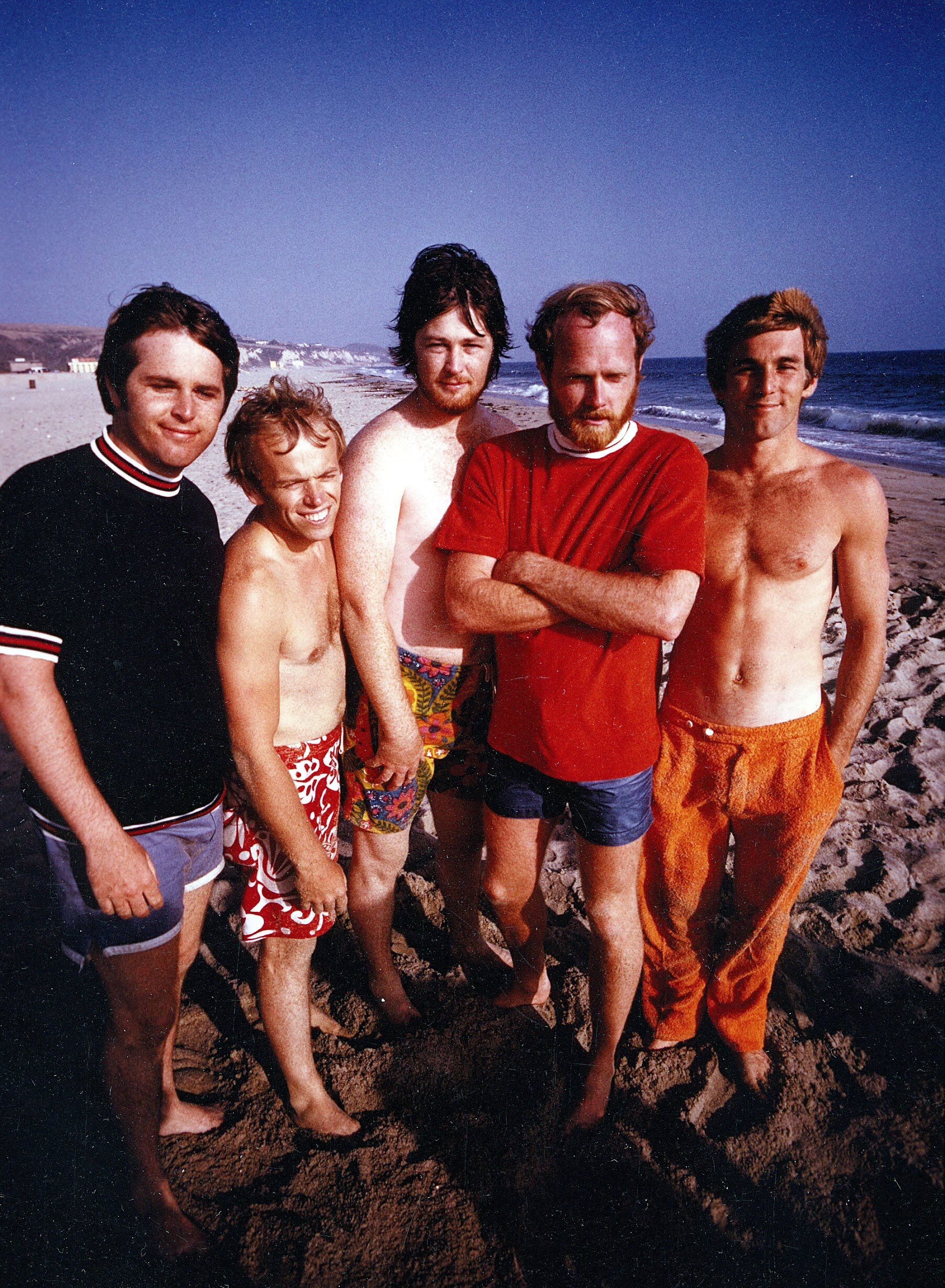
The Beach Boys op Zuma Beach in Malibu in juli 1967.

In juni vertelde Wilson aan de overige leden van The Beach Boys dat het grootste deel van het materiaal dat hij voor SMiLE had opgenomen niet aangeraakt mocht worden, en dat hij "Heroes and Villains" helemaal opnieuw wilde opnemen. Tussen 12 en 14 juni nam hij het op in zijn thuisstudio. Datzelfde weekend zou de groep optreden op het Monterey Pop Festival, maar zij zeiden af om te werken aan de nieuwe single. Het zou het enige nummer op het album, dat inmiddels Smiley Smile heette, zijn waar Wilson echt zijn tijd in wilde stoppen. Op het nummer maakte de band gebruik van het zwembad van Wilson als een soort echokamer.
Eind juni en begin juli werd de laatste hand aan "Heroes and Villains" gelegd. Op 22 juli speelde bandlid Mike Love een versie van het nummer voor het eerst voor een journalist van het tijdschrift NME. Het nummer werd in een korte tijd geremixt en bewerkt, voordat het eindelijk compleet was. De enige opnamen uit de SMiLE-sessies die in de uiteindelijke versie te horen zijn, zijn delen van de instrumentatie die in oktober 1966 werden opgenomen. Het nummer bevatte complexe zang, veel tempowisselingen en andere vreemde elementen. Het begint met een snel tempo dat wordt afgewisseld met een langzaam refrein, en aan het einde verandert het in een a capella-sectie die abrupt overgaat in het laatste refrein en de fade-out. Het refrein bevat elementen die werden geleend uit "Do You Like Worms?".

### Uitgave
Wilson hield de uiteindelijke mix van "Heroes and Villains" een maand lang voor zichzelf. Op 11 juli 1967 belde hij zijn medebandleden en brachten zij met producer Terry Melcher, zonder dit aan Capitol Records te melden, een kopie van de single naar het radiostation KHJ. Wilson gaf de kopie aan de dj, maar hij wilde het niet draaien vanwege het protocol van de zender. Na een aantal telefoongesprekken met een programmadirecteur werd de single uiteindelijk toch gedraaid.
Op 24 juli 1967 werd "Heroes and Villains" officieel uitgebracht als single. Het was de eerste single die werd uitgebracht op Brothers Records, het nieuwe platenlabel dat door The Beach Boys zelf was opgericht. Desondanks wist het niet bij het succes van "Good Vibrations" in de buurt te komen. Het kwam slechts tot de twaalfde plaats in de Amerikaanse Billboard Hot 100, terwijl in de UK Singles Chart de achtste plaats werd bereikt. In Nederland kwam de single tot de elfde plaats in de Top 40 en de tiende plaats in de Parool Top 20. Op 18 september 1967 werd het album Smiley Smile uitgebracht, waarop "Heroes and Villains" en "Good Vibrations" de enige twee nummers zijn met een grote productie.

### Nasleep

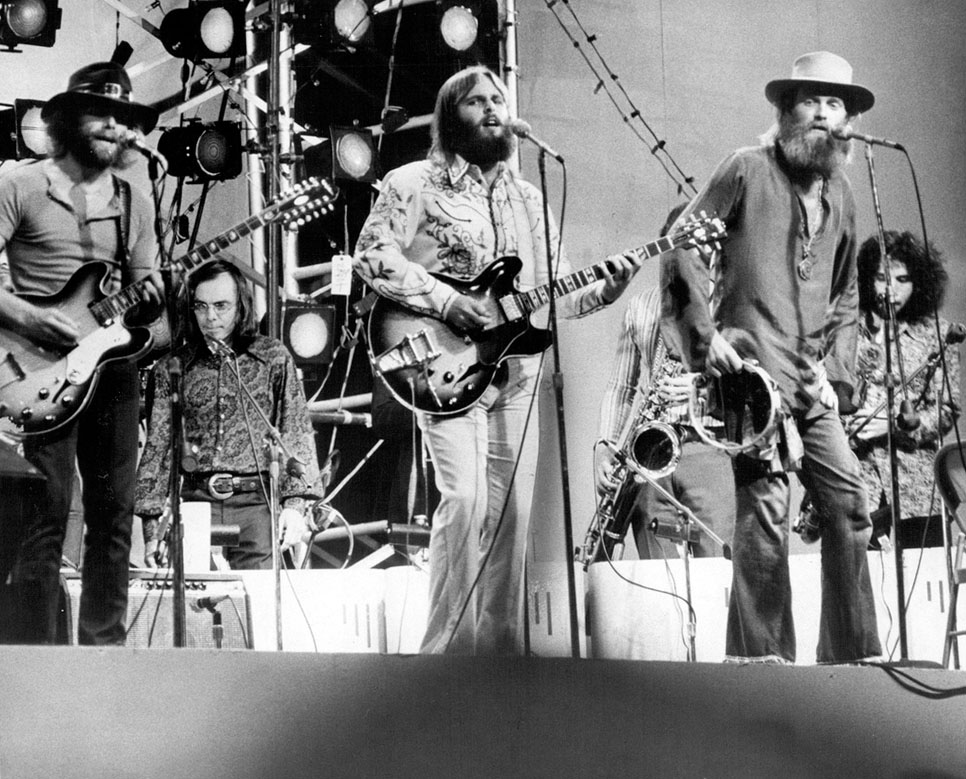
Toen The Beach Boys "Heroes and Villains" in de jaren '70 live speelden, voegden zij de "Bicycle Rider"-sectie uit "Do You Like Worms?" toe aan het nummer.

Ondanks de redelijk hoge notering in de hitlijsten is "Heroes and Villains" een van de minder bekende nummers van The Beach Boys. Het was hun laatste top 20-hit in de Verenigde Staten tot hun cover van "Rock and Roll Music" in 1976 de vijfde plaats haalde. Volgens de bandleden was de uiteindelijke versie van het nummer niet zo goed als eerdere opnames, en vonden zij dat de uitgebrachte versie cruciale elementen mist die door Wilson bedoeld waren om erin te stoppen. Bandlid Al Jardine heeft gesuggereerd dat het nummer op het laatste moment gesaboteerd werd door Wilson.
"Heroes and Villains" is genoemd als een belangrijke factor in zowel de professionele als psychologische terugval van Wilson. De slechte ontvangst van de single was een directe aanleiding voor Wilson om zich terug te trekken uit het openbare leven. Daarnaast was de druk om "Good Vibrations" op te volgen met iets dat nog beter zou zijn de aanleiding voor het mislukken van het SMiLE-project. Na deze reeks van flops twijfelde Wilson aan zijn zelfrespect en begon hij veel te eten, wat leidde tot zwaar overgewicht. Jarenlang was het nummer aanleiding voor Wilson om zich terug te trekken uit een gesprek. Wilson zou uiteindelijk de stemmen in zijn hoofd bestempelen als "heroes and villains".

### Andere versies
Voor de uitgave van Smiley Smile probeerden The Beach Boys om een livealbum te maken, dat de titel Lei'd in Hawaii zou dragen. Wegens technische problemen namen zij het album op 11 september 1967 op in de Wally Heider Studios, waarbij ook "Heroes and Villains" werd opgenomen. Het album werd nooit officieel uitgebracht, en pas in 2017 verscheen de opname van "Heroes and Villains" op het verzamelalbum 1967 - Sunshine Tomorrow. Het zou de laatste keer worden dat Wilson het nummer live speelde tot hij het in 2001 speelde tijdens een concert ter ere van hem.
In 2004 bracht Wilson zijn solo-album Brian Wilson Presents Smile uit, waarop een nieuwe opname van "Heroes and Villains" te vinden is. Op deze opname werd de weggegooide "cantina"-sectie hersteld.

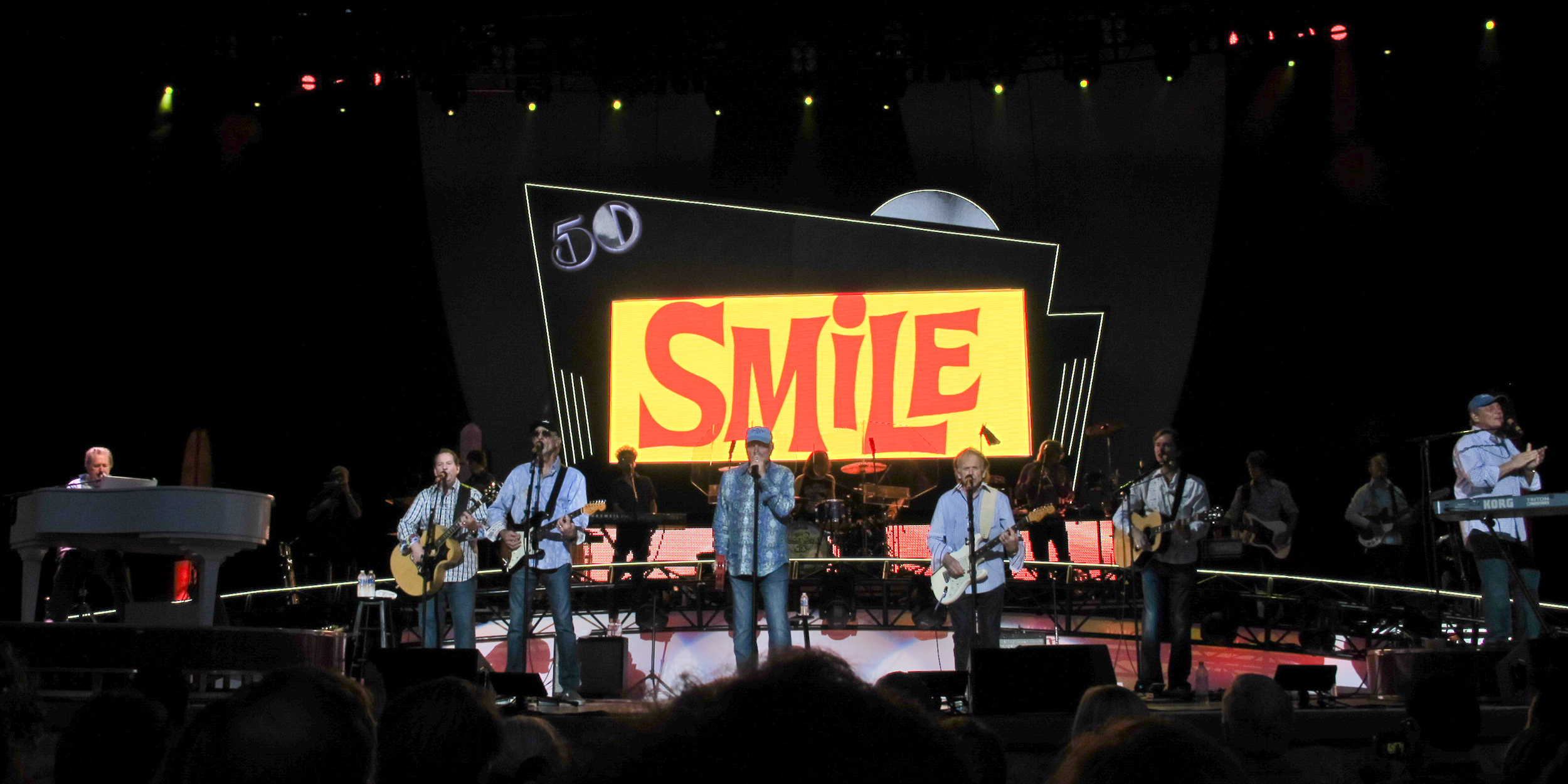
The Beach Boys spelen "Heroes and Villains" tijdens hun reünietournee in 2012.

In 2011 werd het album The Smile Sessions uitgebracht, waarop een inschatting wordt gemaakt hoe het SMiLE-project er in 1967 uit zou komen te zien, met een aantal wijzigingen in de volgorde van de nummers. Hierop zijn delen van "I'm in Great Shape" in "Heroes and Villains" te horen, wat suggereert dat het daadwerkelijk bedoeld was om het deel uit te laten maken van dit nummer. De boxset-editie van het album bevatte twee 7"-platen; een van deze twee was een bewerking van "Heroes and Villains" in twee delen die op beide plaatkanten stond.
Naast bewerkingen door The Beach Boys of Wilson, is "Heroes and Villains" ook een aantal malen gecoverd. Het is opgenomen door onder meer Phil Madeira, The Residents, Malcolm Ross, The Rubinoos, Salyu, Gary Usher en Geraint Watkins.

## Hitnoteringen

### Nederlandse Top 40
| Hitnotering: 19-08-1967 t/m 30-09-1967 | Hitnotering: 19-08-1967 t/m 30-09-1967 | Hitnotering: 19-08-1967 t/m 30-09-1967 | Hitnotering: 19-08-1967 t/m 30-09-1967 | Hitnotering: 19-08-1967 t/m 30-09-1967 | Hitnotering: 19-08-1967 t/m 30-09-1967 | Hitnotering: 19-08-1967 t/m 30-09-1967 | Hitnotering: 19-08-1967 t/m 30-09-1967 | Hitnotering: 19-08-1967 t/m 30-09-1967 |
| Week                                   | 1                                      | 2                                      | 3                                      | 4                                      | 5                                      | 6                                      | 7                                      |                                        |
| -------------------------------------- | -------------------------------------- | -------------------------------------- | -------------------------------------- | -------------------------------------- | -------------------------------------- | -------------------------------------- | -------------------------------------- | -------------------------------------- |
| Nummer                                 | 25                                     | 15                                     | 11                                     | 11                                     | 15                                     | 28                                     | 35                                     | uit                                    |

### Parool Top 20
| Hitnotering: 26-08-1967 t/m 23-09-1967 | Hitnotering: 26-08-1967 t/m 23-09-1967 | Hitnotering: 26-08-1967 t/m 23-09-1967 | Hitnotering: 26-08-1967 t/m 23-09-1967 | Hitnotering: 26-08-1967 t/m 23-09-1967 | Hitnotering: 26-08-1967 t/m 23-09-1967 | Hitnotering: 26-08-1967 t/m 23-09-1967 |
| Week                                   | 1                                      | 2                                      | 3                                      | 4                                      | 5                                      |                                        |
| -------------------------------------- | -------------------------------------- | -------------------------------------- | -------------------------------------- | -------------------------------------- | -------------------------------------- | -------------------------------------- |
| Nummer                                 | 18                                     | 12                                     | 10                                     | 10                                     | 17                                     | uit                                    |

### NPO Radio 2 Top 2000
| Nummer met noteringen in de NPO Radio 2 Top 2000 | '00  | '01  | '02  | '03 | '04  | '05  | '06  | '07  | '08  | '09  | '10  | '11  |
| ------------------------------------------------ | ---- | ---- | ---- | --- | ---- | ---- | ---- | ---- | ---- | ---- | ---- | ---- |
| Heroes and Villains                              | 1436 | 1380 | 1006 | -   | 1203 | 1285 | 1587 | 1329 | 1504 | 1780 | 1902 | 1823 |

1. ↑  Een '-' betekent dat het nummer niet was genoteerd en een vetgedrukt getal geeft de hoogste notering aan.
2. ↑  2000 was het eerste jaar met een notering voor dit nummer.
3. ↑  Deze tabel is bijgewerkt tot en met de laatste editie (2024).